# 佃坪乡
佃坪乡，是中华人民共和国山西省临汾市汾西县下辖的一个乡镇级行政单位。

## 行政区划
佃坪乡下辖以下地区：
佃坪村、徐庄村、山云村、东峪村、陈家庄村、留峪村、圪台头村、院头村、白衣村、坡头村、芦家垣村、崖底村、郝家沟村和郭家村。